# Walther Rathenau
Walther Rathenau (n. 29 septembrie 1867, Berlin, Confederația Germană de Nord – d. 24 iunie 1922, Berlin, Republica de la Weimar) a fost un industriaș, scriitor și politician liberal german. Ca urmare a semnării Tratatului de la Rapallo în calitate de ministru de externe al Republicii de la Weimar, a devenit, la două luni după semnarea acestuia, victima unui asasinat politic al Organisation Consul.

## Biografie
Walther Rathenau a fost fiul cel mai mare al industriașului germano-evreu Emil Rathenau (fondatorul firmei AEG) și al soției acestuia, Mathilde (născută Nachmann), din  Berlin. El a crescut acolo împreună cu frații săi  Erich (1871-1903) și  Edith (1883-1952) și a urmat liceul Königliche Wilhelm-Gymnasium. Între 1886-1889 a studiat la Straßburg și Berlin fizica, filosofia și chimia, până la absolvire cu lucrarea de licență „Absorbția luminii în metale”. În 1889-1890 a studiat disciplina construcții de mașini la Școala Tehnică din München. În perioada octombrie 1890 - septembrie 1891, Walther Rathenau a servit ca voluntar cu grad inferior într-o unitate militară de elită. Walther Rathenau a aspirat să devină ofițer în această unitate de elită dar acest lucru i-a fost interzis din cauza provenienței sale iudaice.